# Singer Ödön
Singer Ödön (Edmund) (Tata, 1831. október 14. – Stuttgart, 1912. január 23.) hegedűművész.

## Életpályája
Zenei pályára Pesten készült, ahol Ridley-Kohne Dávidnál (Böhm-növendék) tanult, Bécsben pedig Böhm Józsefnél. 1846-tól a pesti Királyi Városi Színház – más elnevezéssel német színház – koncertmestere lett.
A bécsi zenekonzervatóriumban és Párizsban tanult, s azután a pesti Nemzeti Színház szólistája lett. Európa-szerte nagy sikerrel hangversenyezett az ötvenes években, főleg Lipcsében a Gewandhausban. Weimarban Liszt Ferenc oldalán működött. Kora legnagyobb mestereivel találkozhatott.
1854-ben Liszt ajánlatára kinevezték koncertmesternek Weimarba, ahol az udvari színházban hangversenymesterként dolgozott. 1861-től kezdve Stuttgartban lett a zenekonzervatórium tanára. Itt tagja volt a híres Singer-Cossmann-Bülow triónak.
Max Seifrizzel közösen adta ki Stuttgartban Grosse Theoretisch-Praktische Violinschule című hegedűtankönyvét, amely a legátfogóbb munkának számított akkoriban a modern hegedűpedagógia terén.
Nem csak komponistaként alkotott maradandót. Az általa kifejlesztett ujjgyakorlatokra napjainkban is sokat hivatkoznak szakemberek: „A Singer-ujjgyakorlatok kiválóan fejlesztik az izomzatot, és úgy megerősítik az ujjakat, amennyire az szükséges; a Kreutzer-etüdök pedig nélkülözhetetlenek."
Tehetségéről, németországi tevékenységéről a Muzsika című folyóirat is többször írt egy-egy tanulmányban.[forrás?]
Hegedűművészi tevékenységéről, első nagy hangversenyéről a Zenészeti Lapok (1868. november 15.) nagy terjedelemben és lelkesedéssel számolt be.

## Főbb művei
Jeles zeneszerzőként alkotott nagyszámú kompozíciói közül nevezetesebbek a magyar vonatkozásúak:
- Le carneval hongrois, Op. 15
- Adieu a la Patrie. Impromptu hongrois, Op. -4
- Fantaise hongroise, Op. 7
- Hommage à Liszt
- Masurka avec Pianoforte (Pest, Rózsavölgyi)
- Cadenz zu Beethovens Violinkonzert
- La sérénade Op. 14
- Notturno Op. 16
- Morceau de Sálon
- Airs variés